# キャンディダ・ロイヤル
キャンディダ・ロイヤル Candida Royalle（本名キャンディス・ヴィターラ Candice Vitala、ニューヨーク州ニューヨーク出身、1950年10月15日 - ）は、アメリカ合衆国のポルノ映画プロデューサー・監督、元ポルノ女優。

## 来歴
ロイヤルはニューヨークのハイスクール・オブ・アート・アンド・デザインとパーソンズ・スクール・オブ・デザイン、ニューヨーク市立大学で音楽、ダンス、美術を学んだ。その後は故郷のニューヨークを離れ、サンフランシスコでアートを制作し、前衛劇場に出演し、ジャズクラブで歌うという自由で型にはまらない生活を送った。生活費を稼ぐためにヌードモデルの仕事を探している時に、ポルノ映画出演を勧められた。彼女自身はこれを固辞したがボーイフレンドが興味を示し、アンソニー・スピネリ監督の『スペシャル・ボディー (Cry for Cindy)』に出演した。ロイヤルはセットを訪問し、そこにいる人々のプロ根性と魅力に惹き付けられ、結局ポルノ映画界に入り約25本の映画に出演した。ポルノ女優としての最後の出演作は1980年の『アダルト・パーティ/満芯 (Blue Magic)』で、ロイヤルは脚本も書いている。
1980年、女性の欲求に基づくエロティカ作品の製作を目的としてフェム･プロダクションを設立。彼女の作品の多くは標準的な男性のポルノ愛好者よりは女性とカップルに狙いを定めており、セラピストによってセックスのより現実的で感情的な側面を描写しているとして称賛された。彼女の会社は非常に成功し、芸術的なタッチとして知れ渡った一連の作品が製作された。これらは普通のポルノ映画に見られる男優の射精にフォーカスをあてるといった面は欠如している。彼女はウェンディ・マッケロイ (Wendy McElroy) が1995年に著した書籍「XXX: A Woman's Right to Pornography」(ISBN 978-0312152451) で、自身の映画製作における方法論についてインタビューに答えている。
ロイヤル本人は女優としてより、監督としての自分をより評価している。女優であった時代はまだ過激な行為を多く要求はされなかった時代で、それほど熱心な女優ではなかったと述懐する。その中での最高のシーンとして『ホット・グリップ／変態セックスクラブ (Hot Raquettes)』(1979年) におけるローリエン・ドミニク (Laurien Dominique) と互いにオイルを塗り合いオイルマッサージをしながら愛し合ったレズビアンシーンを挙げている。監督としては、演技力があり、セックスの絶頂の瞬間でも役割を忘れず、しかもセックスに夢中になれる本当の女優としてミッシー、ニナ・ハートレー、シャナ・マックロー、シャロン・ミッチェル、アヴァ・ヴィンセント、アレクサンドラ・シルクをお気に入りとしている。
ロイヤルは、「American Association of Sex Educators, Counselors and Therapists (直訳：アメリカ性教育者・カウンセラー・セラピスト協会)」のメンバーで、「Feminists for Free Expression (直訳：表現の自由を求める男女同権論者の団体)」の創立理事でもある。彼女は女性の性的な権利拡大を目指す自身の役割を2007年にAVNアワードの7部門にノミネートされた画期的な独立系映画『Afrodite Superstar』をアフリカ系アメリカ人監督、ヴィーナス・ホッテントット (Venus Hottentot) と共同監督・共同プロデュースする事により、多文化的に拡張した。ロイヤルはオランダ人工業デザイナーのジャンダーク・グロートと協力して、独特の形状をしたナチュラルコンターズ・バイブレータシリーズを開発した。女性の身体の構造に合わせて人間工学的に設計されたコンパクトなシリーズで電気マッサージ器としても使用できる。

### 私生活
ロイヤルは1980年にポルノ映画プロデューサーのペール・シェーステット (Per Sjostedt) と結婚したが、その後離婚した。2006年5月にロイヤルは漫画家のラリー・トリーペル (Larry Trepel) と婚約し、9月に結婚する予定であると公表した。

## 受賞
- AVN殿堂入り[3]
- 1997年 XRCO殿堂入り[4]
- 1999年 Legends of Erotica[5]